# Rusinga
Rusinga, d'origine volcanique, est une île du lac Victoria située à l'est de l'île de Mfangano dans le comté de Homa Bay au Kenya connue pour ses découvertes préhistoriques et paléontologiques de premières importances.
Culminant à 1 441 mètres, soit 309,3 mètres au-dessus du lac Victoria, au mont Kiahera (Kiahera hill), elle barre l'entrée du golfe de Winam et est reliée à la localité continentale de Mbita par une étroite chaussée artificiellement construite.

## Toponymie
Le nom Rusinga vient du suba (en) Eluzinga qui signifie « île ».

## Origine et géographie

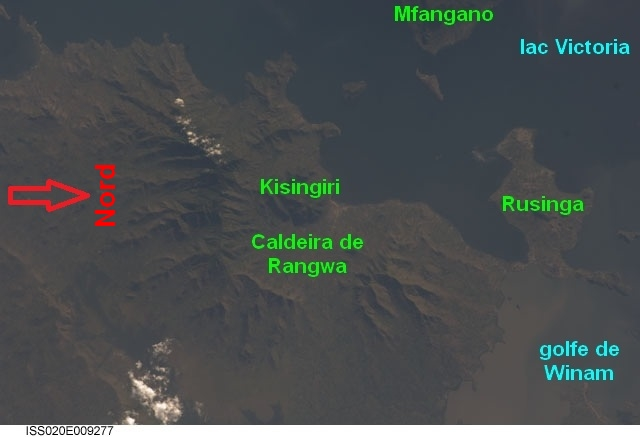
Le complexe volcanique dont fait partie l'île de Rusinga.

L'île fait partie, avec l'île de Mfangano et la caldeira de Rangwe, d'un ancien complexe situé à l'extrême ouest du rift de Kivirondo (aussi appelé rift de Nyanza) dont l'activité volcanique et tectonique fut continuelle jusqu'à sept Ma avant notre ère.
Entre −750 000 et −400 000 ans, soit après la dernière vidange des chambres magmatiques et la formation du volcan Kisingiri, les cours d'eau provenant des deux segments du grand rift emplissent la dépression créée entre ces deux segments, donnent naissance au lac Victoria et à ses différentes îles.
Longue de 16 km, large de maximum 5 km et avec ses 43 km2 de superficie, c'est la deuxième plus grande île kényane du lac Victoria. Son sous-sol est principalement formé de basalte.

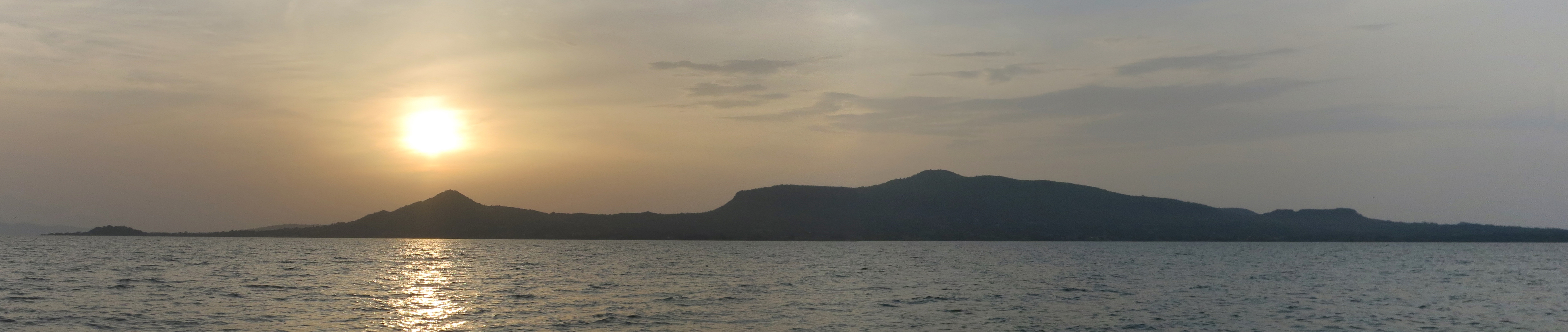
Vue vers Rusinga, dans la direction nord-ouest

## Structure sociétale

### Population
Lors du recensement local de 2006, la population était de 25 000 habitants.

## Préhistoire

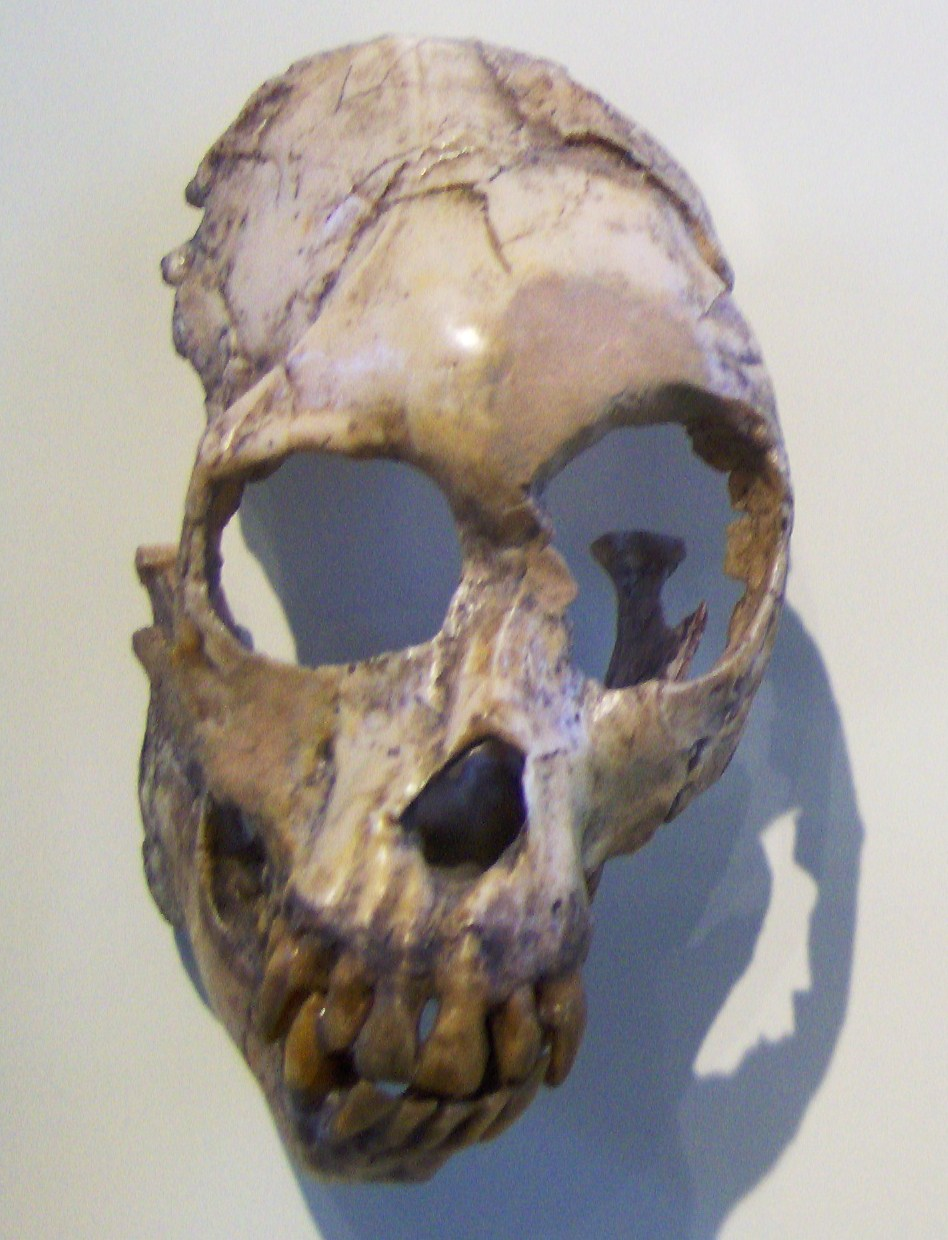
Proconsul africanus âgé d'environ 18 MA.

Elle est largement connue pour ses lits fossiles extraordinairement riches en insectes, en reptiles et en mammifères vieux de 18 millions d'années, et donc, datant du Miocène (1re époque du Néogène).
L'île avait seulement été vaguement explorée jusqu'à ce que les expéditions de Louis Leakey, en 1942, puis celle de son épouse Mary, en 1947 et 1948, aient commencé des recherches systématiques par excavation des terres, qui ont continué sporadiquement depuis lors.
L'expédition de 1942 permet la découverte de Proconsul nyanzae. À la fin de 1948, la collecte comprend environ 15 000 fossiles, y compris 64 primates appelés par Louis Leakey singes du Miocène. Ce sont des Proconsuls des espèces P. nyanzae et Proconsul africanus, c'est-à-dire les hominoïdés les plus anciens.
Des fossiles d'une espèce d'antilope aujourd'hui disparue et connue nulle part ailleurs datant du Pléistocène (3e époque du Néogène) ont aussi été mis au jour.

## Histoire
À Kamasengere, dans la partie occidentale de l'île, se trouve le mausolée de Thomas Odhiambo Mboya,. D'origine luo, il fut le ministre de l'Économie et du Développement sous le gouvernement de Jomo Kenyatta avant d'être assassiné à Nairobi alors qu'il sortait d'une pharmacie.